# Сакуниська сільська рада
Сакуниська сільська́ ра́да — колишній орган місцевого самоврядування в Недригайлівському районі Сумської області. Адміністративний центр — село Сакуниха.

## Загальні відомості
- Населення ради: 782 особи (станом на 2001 рік)

## Населені пункти
Сільській раді підпорядковані населені пункти:
- с. Сакуниха
- с. Велика Діброва
- с. Перетічки
- с. Лахнівщина

### Колишні населені пункти
- с. Баранове, зняте з обліку 2006 року
- с. Гавришеве, зняте з обліку 1993 року

## Склад ради
Рада складається з 12 депутатів та голови.
- Голова ради: Осіння Лариса Петрівна
- Секретар ради: Чирва Валентина Степанівна

### Керівний склад попередніх скликань
| Прізвище, ім'я, по батькові | Основні відомості                                                                                     | Дата обрання | Дата звільнення |
| --------------------------- | --- | ------------ | --------------- |
| Волошин Микола Денисович    | Сільський голова, 1949 року народження, безпартійний                                                  | 26.03.2006   | 31.10.2010      |
| Сторчака Тетяна Миколаївна  | Сільський голова, 1962 року народження, освіта вища, член Партії регіонів                             | 31.10.2010   | 11.2015         |
| Осіння Лариса Петрівна      | Сільський голова, 1973 року народження, член політичної партії Всеукраїнське об’єднання "Батьківщина" | 11.2015      |                 |

Примітка: таблиця складена за даними сайту Верховної Ради України